# Артиглув
Артиглув (фр. Artiguelouve) насеље је и општина у југозападној Француској у региону Аквитанија, у департману Атлантски Пиринеји која припада префектури По.
По подацима из 2011. године у општини је живело 1569 становника, а густина насељености је износила 146,09 становника/km². Општина се простире на површини од 11 km². Налази се на средњој надморској висини од 156 метара (максималној 300 m, а минималној 137 m).

## Демографија
| 1962. | 1968. | 1975. | 1982. | 1990. | 1999. | 2011. |
| ----- | ----- | ----- | ----- | ----- | ----- | ----- |
| 552   | 549   | 678   | 822   | 898   | 1.252 | 1.569 |

График промене броја становника у току последњих година